# 浦川インターチェンジ
浦川インターチェンジ（うらかわインターチェンジ）は、静岡県浜松市天竜区佐久間町浦川にある三遠南信自動車道（佐久間道路）のインターチェンジ（地域活性化インターチェンジ）である。

## 概要
浦川インターチェンジは、浦川奈根トンネルと佐久間第2トンネルの間に位置し、天竜奥三河国定公園にも位置することから、大千瀬川をまたぐ橋梁は景観に配慮したデザインで建設されている。ちなみに、当初の計画においては、当該ICを設置する計画はなかったが、追加インターチェンジとして建設が決まった経歴がある。浜松いなさJCT方面の出入口のみのハーフインターチェンジである。

## 歴史
- 2013年（平成25年）6月11日：東栄IC - 佐久間ICの間に浦川ICの追加設置を国土交通省大臣が許可[2]。
- 2018年（平成30年）12月19日：IC名称が「浦川IC」で正式決定[4]。
- 2019年（平成31年）3月2日：佐久間川合IC - 東栄IC間開通に伴い、供用開始[4]。

## 接続する道路
- 間接接続
  - 国道473号

## 隣
E69 三遠南信自動車道（佐久間道路）
佐久間川合IC - 浦川IC - 東栄IC